# Chlidanota thriambis
Chlidanota thriambis är en fjärilsart som beskrevs av Edward Meyrick 1906. Chlidanota thriambis ingår i släktet Chlidanota och familjen vecklare. Inga underarter finns listade i Catalogue of Life.